# Neuontobotrys tarapacana
Neuontobotrys tarapacana är en korsblommig växtart som först beskrevs av Rodolfo Amando Philippi, och fick sitt nu gällande namn av Al-shehbaz. Neuontobotrys tarapacana ingår i släktet Neuontobotrys och familjen korsblommiga växter. Inga underarter finns listade i Catalogue of Life.